# 吳纘姬
吴缵姬（1729年—1779年），字緒三，號存齋，一號嘉湖，廣東澄迈（今海南）人，清朝政治人物，进士出身。
乾隆二十五年（1760年）登庚辰科进士，授江西铅山縣知县。